# Injun

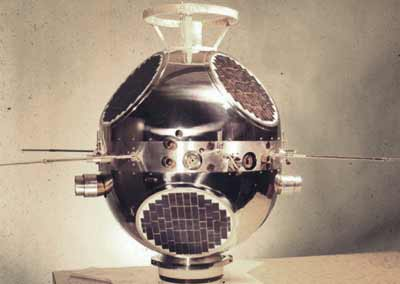
Injun 3.

Injun est une série de six petits satellites scientifiques américains placés en orbite entre 1963 et 1974 conçus pour étudier l'ionosphère et plus généralement la magnétosphère terrestre. Ils ont tous en commun d'avoir été conçus et assemblés par une équipe de l'université d'Iowa.  Les trois derniers satellites ont été incorporés dans le programme Explorer réunissant des missions scientifiques de faible coût de la NASA.   

## Historique des missions
| Désignation | Autres appellations                                | Date lancement   | Lanceur    | Fin des opérations | Masse   | Orbite                    | Identifiant COSPAR | Commentaire                                                           |
| ----------- | -------------------------------------------------- | ---------------- | ---------- | ------------------ | ------- | ------------------------- | ------------------ | --------------------------------------------------------------------- |
| Injun 1     |                                                    | 29 juin 1961     | Thor-Able  | 6 mars 1963        | 16 kg   | 882 km × 996 km, 66,82°   | 1961-015B          | Ne se sépare pas du satellite Solrad 3 avec dégradation des résultats |
| Injun 2     |                                                    | 24 janvier 1962  | Thor-Able  |                    | 99 kg   |                           |                    | Échec du lancement                                                    |
| Injun 3     |                                                    | 12 décembre 1962 | Thor-Agena | 25 août 1968       | 52 kg   | 231 km × 2774 km, 70,34°  | 1962-067B          | désorbité le 25 août 1968                                             |
| Injun 4     | IE-B, Explorer 25                                  | 21 novembre 1964 | Scout X-4  | Décembre 1966      | 40 kg   | 523 km × 2495 km, 81,36°  | 1964-076B          | [ 4 ]                                                                 |
| Injun 5     | IE-C, Explorer 40                                  | 8 août 1968      | Scout X-4  | Juin 1971          | 71 kg   | 681 km × 2533 km, 80,67°  | 1968-066B          | [ 5 ]                                                                 |
| Injun 6     | IE-D, Hawkeye, Explorer 52, Neutral Point Explorer | 3 juin 1974      | Scout X-4  | 28 avril 1978      | 22;7 kg | 469 km × 125570 km, 89,8° | 1974-040A          | [ 6 ]                                                                 |